# Tarator

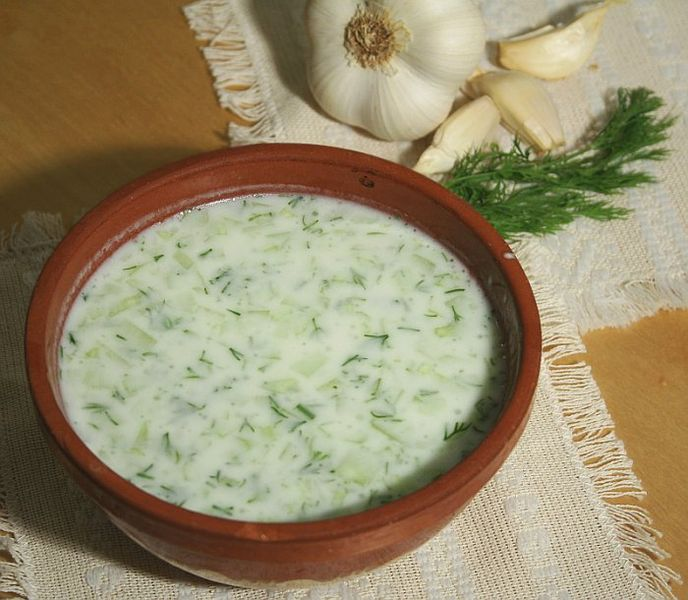

Tarator é uma sopa de iogurte muito popular no verão na Bulgária. É de origem oriental, tal como sucede como as sopas frias de outros países, por exemplo, o okroshka na Rússia, o gaspacho em Espanha e o cacık na Turquia. O tarator é feito com iogurte, pepinos, alho, nozes, endro, óleo vegetal e água. Pode ser servido com cubos de gelo.